# 聯美
联美公司（英語：United Artists Corporation），目前以联艺数码工作室（英語：United Artists Digital Studios）为名开展业务。它是美国的一家制片公司，為米高梅公司的子公司。

## 历史

联美公司自成立起使用的标志，直到1967年被泛美公司收购为止

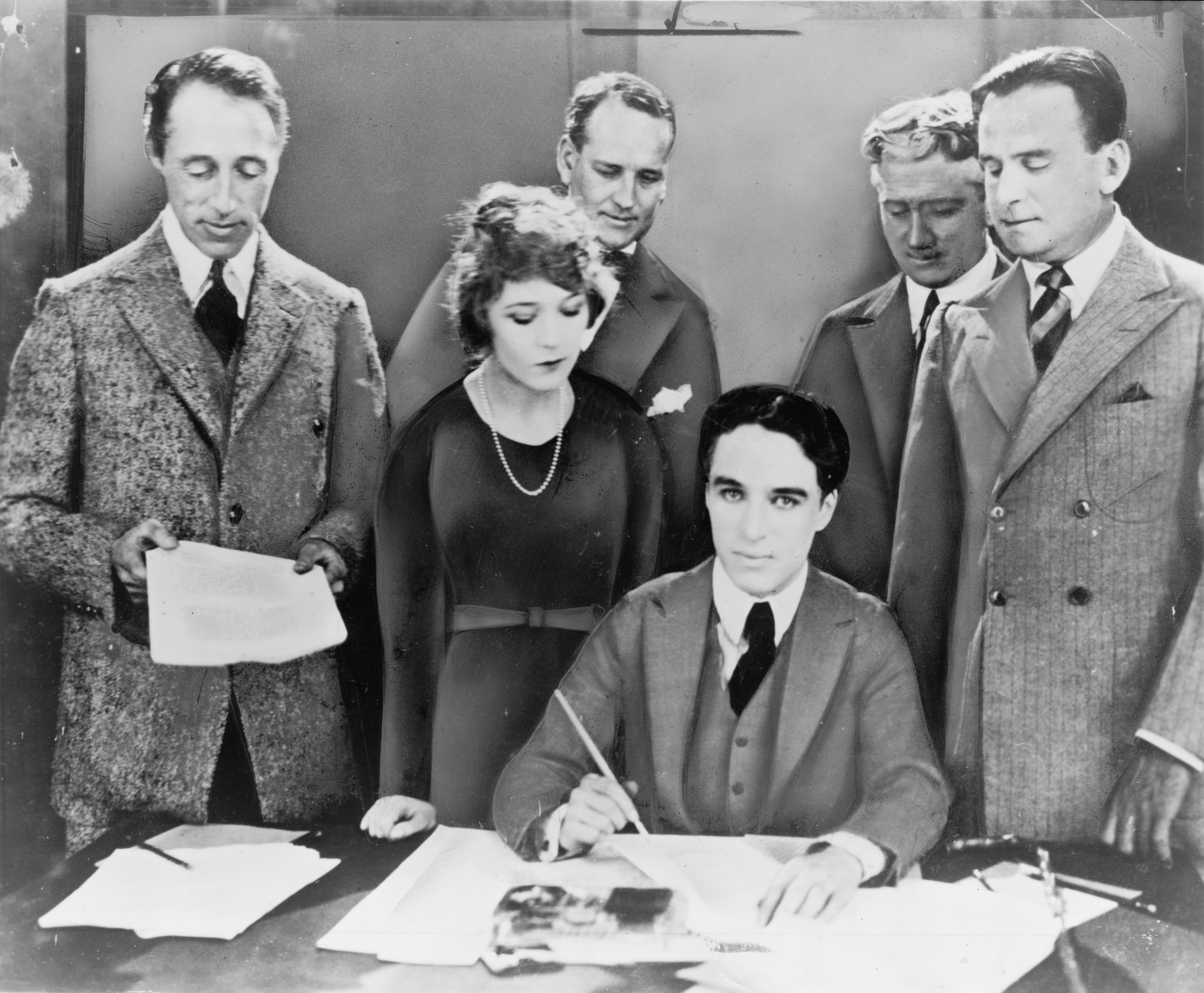
格里菲斯、毕克馥、卓别林（坐者）与范朋克于1919年签署成立联美制片厂合约的情景。
背景两位站者分别为律师Albert Banzhaf和Dennis F. O'Brien。

1919年，四名电影界人士玛丽·毕克馥、查理·卓别林、范朋克、大衛·格里菲斯合伙成立。这四个人分别占据公司20%的股份，另外20%属于一位律师威廉·吉布斯·麦卡杜，这名律师后来加入了政界，曾经担任过美国的财政部长。成立之初的联美公司是一家独立制片公司，本来计划只发行四位创始人的电影，但因为格里菲斯后来退出等原因而未能如愿。后来的联美公司主要通过资助独立制片人的方式拍摄影片，这样可以避免大型电影公司的利润分成，演员们可以得到更多的收入。因为没有自己的场地，联美公司只能租下别的地方拍摄影片。每拍摄一部影片，联美都得跟影院、发行方签订一次合同。
1930年代是联美公司的黄金年代。虽然没有摄影棚和电影院，但那时它每年拍摄超过20部电影。总收入达1000万美元，可以获得100万美元的利润，跻身好莱坞8大电影公司之一。由联美公司参与的，由畅销小说《飘》改编而来的电影《乱世佳人》还曾获得过1939年的奥斯卡最佳影片奖。然而，进入1950年代后，越来越多的明星成立了属于自己的独立制片公司。公司曾于1967年被泛美公司收购。1981年，米高梅公司收购了联美，基本结束了它作为一家独立制片公司的历史。
2006年，汤姆·克鲁斯与其合伙人注资联美，成为了它的新东家。
2018年，米高梅決定重啟聯藝，用於製作發行數位影音。10月，聯藝和沃爾瑪合作，為沃爾瑪旗下的數位影音平台Vudu製作獨家電影，並於2019年第一季陸續推出。
2019年初，Annapurna Pictures、米高梅和獵戶座影業創立了聯藝發行公司，在西好萊塢設有辦事處。每年將發布10-14部電影。

## 作品
联美公司发行过许多著名的电影，包括卓别林的《淘金记》、《摩登时代》、《大独裁者》，格里菲斯的《西区故事》、奥斯卡获奖影片《乱世佳人》、赛尔乔·莱翁内的《镖客三部曲》，007系列电影等等。

## 延伸阅读
- Bach, Steven. Final Cut. New York: Morrow, 1985.
- Balio, Tino. United Artists: The Company Built by the Stars. Madison: University of Wisconsin Press, 1976.
- Balio, Tino. United Artists: The Company That Changed the Film Industry. Madison: University of Wisconsin Press, 1987.
- Berg, A. Scott. Goldwyn. New York: Alfred A. Knopf, 1988.
- Gabler, Neal. An Empire of Their Own: How the Jews Invented Hollywood. New York: Crown Publishers, 1988.
- Schickel, Richard. D.W. Griffith: An American Life. New York: Simon & Schuster, 1983.
- Thomson, David. Showman: The Life of David O. Selznick. New York: Alfred A, Knopf, 1992.